# Landsskatteretten
Landsskatteretten er Danmarks øverste administrative klageinstans på skatteområdet. Landsskatteretten behandler klager vedrørende skatter, afgifter, told og moms.
Landsskatteretten behandlede i 2011 4.440 klager. Heraf var 1.353 sager indkomstsager og 829 moms-, afgifts- og toldsager. Den gennemsnitlige sagsbehandlingstid er lidt over 7 mdr.
Ca. 300 sager af Landsskatterettens kendelser indbringes årligt for domstolene.
Landsskatteretten består af en ledende formand, et antal retsformænd, 30 ordinære medlemmer og fire motorsagkyndige medlemmer. Folketinget udpeger 11 af de ordinære medlemmer af Landsskatteretten, mens skatteministeren udpeger de resterende 19 medlemmer.
Retsmøderne holdes i København og i Silkeborg. Retten har adresse i København.

## Medlemmer af Landsskatteretten pr. juli 2025
Susanne Dahl er ledende retsformand og Anders Vangsø Mortensen, Søren Kjær Madsen, Poul Bostrup og Henrik Klitz er retsformænd.
Udnævnt af Folketinget:
- Kristian Thulesen Dahl (DF)
- Peter Skaarup (DF)
- Frank Aaen (EL)
- Jesper Roulund (KF)
- Rasmus Beltofte (RV)
- Ole Stavad (S)
- Klaus Hækkerup (S)
- Carsten Hansen (S)
- Vagn Kjær-Hansen (SF)
- Louise Schack Elholm (V)
- Kim Valentin (V)

Udnævnt af skatteministeren:
- Landsdommer Henrik Estrup, Vestre Landsret
- Landsdommer Hanne Harritz Pedersen, Vestre Landsret
- Landsdommer Beth von Tabouillot, Østre Landsret
- Landsdommer Bodil Dalgaard Hammer, Østre Landsret
- Landsdommer Linda Hangaard, Vestre Landsret
- Byretsdommer Niels Deichmann, Retten i Kolding
- Byretsdommer Bodil Toftemann, Københavns Byret
- Byretsdommer Martin Koch Clausen, Københavns Byret
- Byretsdommer Karin Bøgh Pedersen, Retten i Odense
- Byretsdommer Mette Langborg Christiansen, Retten i Randers
- Byretsdommer Franjo Stojanovski, Retten i Odense
- Byretsdommer Kristian Palmann Jensen, Retten i Viborg
- Byretsdommer Henning Fuglsang Sørensen, Retten i Odense
- Byretsdommer Niels Klitgaard, Retten i Kolding
- Byretsdommer Henrik Tosti, Retten i Esbjerg
- Programchef Lisbeth Jessen
- Overborgmester Lars Weiss

Udnævnt af skatteministeren efter indstilling fra organisationer og råd:
- Statsautoriseret revisor John Bygholm - Indstillet af Dansk Erhverv
- Bestyrelsesformand Tine Roed - Indstillet af Dansk Industri
- Husmand Henrik Bertelsen - Indstillet af Landbrug & Fødevarer
- Analysechef Emilie Damm Klarskov - Indstillet af Arbejderbevægelsens Erhvervsråd
- Analytiker Sune C. Caspersen - Indstillet af Arbejderbevægelsens Erhvervsråd
- Automekanikermester Henrik Pedersen - Indstillet af SMVdanmark
- Chefkonsulent Henning Vadstrup - Indstillet af Færdselsstyrelsen
- Bilsynsinspektør Brian Vestergaard - Indstillet af Færdselsstyrelsen
- Direktør Erik S. Rasmussen - Indstillet af Autobranchen Danmark, Mobility Denmark, Dansk Bilbrancheråd og Bilbranchen
- Chefkonsulent Kristina Weile - Indstillet af Autobranchen Danmark, Mobility Denmark, Dansk Bilbrancheråd og Bilbranchen